# San José de las Flores, Oaxaca
San José de las Flores är en ort i Mexiko.   Den ligger i kommunen Santiago Amoltepec och delstaten Oaxaca, i den sydöstra delen av landet, 400 km sydost om huvudstaden Mexico City. San José de las Flores ligger 702 meter över havet och antalet invånare är 309.
Terrängen runt San José de las Flores är kuperad åt sydväst, men åt nordost är den bergig. Runt San José de las Flores är det ganska glesbefolkat, med 43 invånare per kvadratkilometer. Närmaste större samhälle är Llano Nuevo, 8,4 km öster om San José de las Flores. I omgivningarna runt San José de las Flores växer huvudsakligen savannskog.